# Streethockey-Europameisterschaft
Die Streethockey-Europameisterschaften wurden von der ISBH organisiert.

## Streethockey-Europameisterschaften
| Jahr | Gastgeber             | Finalstände   | Finalstände | Finalstände | Finalstände |
| Jahr | Gastgeber             | Europameister | 2. Platz    | 3. Platz    |             |
| ---- | --------------------- | ------------- | ----------- | ----------- | ----------- |
| 1995 | Bratislava (Slowakei) | Slowakei      | Tschechien  | Slowakei B  |             |
| 1996 | Bratislava (Slowakei) | Tschechien    | Slowakei    | Deutschland |             |
| 1997 | Prag (Tschechien)     | Tschechien    | Slowakei    | Österreich  |             |
| 2000 | Most (Tschechien)     | Tschechien    | Slowakei    | Schweiz     |             |

Medaillenspiegel
| Rang | Land        | Gold | Silber | Bronze | Gesamt |
| ---- | ----------- | ---- | ------ | ------ | ------ |
| 1    | Tschechien  | 3    | 1      | 0      | 4      |
| 2    | Slowakei    | 1    | 3      | 0      | 4      |
| 3-5  | Österreich  | 0    | 0      | 1      | 1      |
| 3-5  | Deutschland | 0    | 0      | 1      | 1      |
| 3-5  | Schweiz     | 0    | 0      | 1      | 1      |
| 3-5  | Slowakei B  | 0    | 0      | 1      | 1      |